# Ovčáry (przystanek kolejowy)
Ovčáry – przystanek kolejowy w miejscowości Ovčáry, w kraju środkowoczeskim, w Czechach. Znajduje się na wysokości 175 m n.p.m..
Jest zarządzany przez Správę železnic. Na przystanku nie ma możliwości zakupu biletów, a obsługa podróżnych odbywa się w pociągu. 

## Linie kolejowe
- 072 Lysá nad Labem – Ústí nad Labem